# Sinanapis
Sinanapis là một chi nhện trong họ Anapidae.